# Insuficiencia renal
La insuficiencia renal o fallo renal se produce cuando los riñones no son capaces de filtrar adecuadamente las toxinas y otras sustancias de desecho de la sangre. Fisiológicamente, la insuficiencia renal se describe como una disminución en el flujo plasmático renal, lo que se manifiesta en una presencia elevada de creatinina en el suero.
Todavía no se entienden bien los factores que influyen en la velocidad con que se produce la insuficiencia renal o fallo en los riñones. Los investigadores todavía se encuentran estudiando el efecto de las proteínas en la alimentación y las concentraciones de colesterol en la sangre para la función renal.[cita requerida]

## Signos y síntomas
Entre los signos y síntomas de la insuficiencia o enfermedad renal (aguda o crónica) se incluyen los siguientes:
- Disminución del volumen de orina excretado (diuresis), aunque a veces se mantiene estable.
- Retención de líquido, que causa hinchazón en las piernas, los tobillos o los pies, incluso llegando a acumularse a nivel de los pulmones.
- Falta de aire.
- Fatiga.
- Desorientación.
- Náuseas.
- Debilidad.
- Ritmo cardíaco irregular.
- Dolor u opresión en el pecho.
- Convulsiones o coma en casos severos.
- Ansiedad y depresión.
- Hipertensión[4]

## Factores de riesgo
La insuficiencia renal aguda casi siempre ocurre junto con otra enfermedad o cuadro médico. Los factores que pueden aumentar el riesgo de insuficiencia renal aguda incluyen los siguientes:
- Estar hospitalizado, sobre todo por una enfermedad grave que requiere cuidados intensivos.
- Edad avanzada.
- Obstrucciones en los vasos sanguíneos de los brazos y las piernas (enfermedad arterial periférica).
- Diabetes.
- Presión arterial alta.
- Insuficiencia cardíaca.
- Enfermedades renales.

## Complicaciones
Estas son algunas posibles complicaciones de la insuficiencia renal aguda:
- Acumulación de líquido. La insuficiencia renal aguda puede desarrollar acumulación de líquido en los pulmones, lo que puede provocar dificultad para respirar.
- Dolor en el pecho. Si se inflama la capa que cubre al corazón (pericardio), es posible que se sienta dolor en el pecho.

- Debilidad muscular. Cuando los fluidos corporales y los electrolitos (la química de la sangre del cuerpo) están desequilibrados, puede desarrollarse debilidad muscular.

- Lesión permanente de riñón. A veces, la insuficiencia renal aguda provoca la pérdida permanente de las funciones del riñón, o la enfermedad renal terminal. Las personas con la enfermedad renal terminal requieren tanto una diálisis permanente (proceso mecánico de filtración usado para eliminar del cuerpo toxinas y deshechos) como un trasplante de riñón para sobrevivir.

- Muerte. La insuficiencia renal aguda puede provocar la pérdida de las funciones del riñón y, en última instancia, la muerte.

## Prevención
La insuficiencia renal aguda puede ser difícil de predecir o prevenir. Pero se puede reducir el riesgo si se cuidan los riñones. Intente lo siguiente:
- Preste atención a las etiquetas de los analgésicos de venta libre. Siga las instrucciones para analgésicos de venta libre, como la aspirina, el paracetamol (Tylenol u otros), el ibuprofeno (Advil, Motrin IB u otros) y el naproxeno sódico (Aleve u otros). Demasiada ingesta de estos medicamentos puede incrementar el riesgo de manifestar una lesión en los riñones. Esto sucede especialmente si sufre una enfermedad renal preexistente, diabetes o presión arterial alta.
- Trabaje con el médico para controlar sus problemas renales y otros trastornos crónicos. Si padece una enfermedad renal u otro tipo que incremente el riesgo de manifestar insuficiencia renal aguda, como diabetes o presión arterial alta, cumpla las recomendaciones para lograr los objetivos de los tratamientos y siga las recomendaciones del médico para controlar la enfermedad.
- Haga que un estilo de vida saludable sea su prioridad. Manténgase activo; siga una dieta adecuada y balanceada; si bebe alcohol, que sea con moderación.

## Tratamiento nutricional
- Elegir alimentos con bajo contenido de potasio. Es posible que el nutricionista le recomiende elegir alimentos con bajo contenido de potasio. Entre los alimentos con alto contenido de potasio figuran plátanos, naranjas, papas, espinaca y tomates. Ejemplos de alimentos con bajo contenido de potasio son manzanas, coliflor, pimientos, uvas y fresas.

- Evitar los productos con sal agregada. Reduzca la cantidad de sodio que consume por día al evitar productos con sal agregada, lo que incluye muchos alimentos precocidos, como comidas congeladas, sopas enlatadas y comidas rápidas. Otros alimentos con sal agregada son refrigerios salados, verduras enlatadas, carnes y quesos procesados.

- Limitar el fósforo. El fósforo es un mineral que se encuentra en alimentos, como el pan integral, la avena, los cereales de salvado, las bebidas cola de color oscuro, los frutos secos y la mantequilla de maní. Demasiada cantidad de fósforo en la sangre puede debilitar los huesos y causar picazón (urticaria). El nutricionista puede aconsejarle acerca del fósforo y de cómo limitar la ingesta en su situación particular.

## Clasificación
La insuficiencia renal se puede dividir ampliamente en dos categorías:
- Insuficiencia renal aguda  Algunos problemas de los riñones ocurren rápidamente, como el caso de un accidente en el que la pérdida importante de sangre puede causar insuficiencia renal repentina, o algunos medicamentos o sustancias venenosas que pueden hacer que los riñones dejen de funcionar correctamente. Esta bajada repentina de la función renal se llama insuficiencia renal aguda. La insuficiencia renal aguda puede llevar a la pérdida permanente de la función renal.[cita requerida][2][5][6]

- Insuficiencia renal crónica Se define como insuficiencia renal crónica al deterioro progresivo e irreversible de la función renal, como resultado de la progresión de diversas enfermedades primarias o secundarias, resultando en pérdida de la función glomerular, tubular y endocrina del riñón, lo anterior conlleva la alteración en la excreción de los productos finales del metabolismo, como los nitrogenados, y a la eliminación inadecuada de agua y electrolitos, así como a la alteración de la secreción de hormonas como la eritropoyetina, la renina, prostaglandinas y la forma activa de la vitamina D.

En la mayoría de los casos, la función renal se deteriora lentamente a lo largo de varios años y presenta inicialmente pocos síntomas evidentes, a pesar de estar relacionada con anemia y altos niveles de toxinas en sangre. Cuando el paciente se siente mal, generalmente la enfermedad está muy avanzada y la diálisis es necesaria.
Cualquier persona puede sufrir de enfermedad renal, pero los de más alto riesgo son los diabéticos, los hipertensos y los familiares de personas que sufren de enfermedad renal. Como la enfermedad renal no siempre produce síntomas visibles, las personas en riesgo que mencionamos antes deben hacerse exámenes para detectar la enfermedad, los básicos son: creatinina y filtración glomerular.[cita requerida]
Si se detecta la enfermedad en fase temprana, puede reducirse la velocidad con la que progresa la afección, retrasando la necesidad de instituir las terapias de reemplazo de la función renal y preparando mejor al paciente para cuando sea necesario iniciarlas. Las terapias de reemplazo renal son la hemodiálisis, la diálisis peritoneal y el trasplante renal.
| ESTADIO | DESCRIPCIÓN                                          | FG (mL por minuto por 1,73 m²)                                 | Plan de Acción |
| ------- | ---------------------------------------------------- | -------------------------------------------------------------- | --- |
| -       | Riesgo incrementado para insuficiencia renal crónica | > 60 (con factores de riesgo para insuficiencia renal crónica) | Screening, reducción de los factores de riesgo para insuficiencia renal crónica |
| 1       | Daño renal con FG normal o elevado                   | > 90                                                           | Diagnóstico y tratamiento, tratamiento de comorbilidades, intervenciones para enlentecer la progresión de la enfermedad y reducción de los factores de riesgo para enfermedad cardiovascular |
| 2       | Daño renal con disminución leve del FG               | 60 a 89                                                        | Estimación de la progresión de la enfermedad |
| 3       | Disminución moderada del FG                          | 30 a 59                                                        | Evaluación y tratamiento de las complicaciones de la enfermedad |
| 4       | Disminución severa del FG                            | 15 a 29                                                        | Preparación para la terapia de reemplazo renal (diálisis, trasplante) |
| 5       | Fallo renal                                          | < 15 (o diálisis)                                              | Terapia de reemplazo renal si la uremia está presente |

## Insuficiencia renal aguda-sobre-crónica
La insuficiencia renal aguda puede estar presente encima de la insuficiencia renal crónica. Esto se llama insuficiencia renal aguda-sobre-crónica (AoCRF). La parte aguda de la AoCRF puede ser reversible y el objetivo del tratamiento, como en ARF, es retornar al paciente a su función renal básica, que es típicamente medida por la creatinina del suero. Tanto la AoCRF como la ARF pueden ser difíciles de distinguir de la insuficiencia renal crónica si el paciente no ha sido seguido por un médico ni hay disponible un trabajo de base (es decir, muestras anteriores de sangre) para la comparación.

## Enfermedad renal terminal
El estado en el cual hay insuficiencia renal total o casi total y permanente se llama enfermedad renal terminal. Las personas con esta clase de enfermedad deben someterse, para conservar la vida, a hemodiálisis, diálisis o a un trasplante.

## Uso del términouremia
Antes de los avances de la medicina moderna, la insuficiencia renal podía ser referida como envenenamiento urémico. La uremia era el término usado para describir la contaminación de la sangre con orina. Comenzando alrededor de 1847 este término fue usado para describir la salida reducida de orina, ahora conocida como oliguria, que se pensaba era causada por la orina que se mezclaba con la sangre en vez de ser desechada a través de la uretra.
La acumulación de la urea en la sangre puede producir síntomas como: anorexia, malestar general, vómito y cefalea.

## Causas de la insuficiencia renal
En los Estados Unidos, cerca de 80 000 personas reciben el diagnóstico de insuficiencia renal cada año. Se trata de una afección grave en la cual los riñones dejan de eliminar los desechos del organismo. La insuficiencia renal es la etapa final del deterioro lento de los riñones, que es un proceso conocido como nefropatía.
La diabetes mellitus es la causa más frecuente de insuficiencia renal y constituye más del 40 por ciento de los casos nuevos. Incluso cuando los medicamentos y la dieta pueden controlar la diabetes, la enfermedad puede conducir a nefropatía e insuficiencia renal. La mayoría de los diabéticos no desarrollan una nefropatía lo suficientemente grave como para causar insuficiencia renal. Hay cerca de 16 millones de diabéticos en los Estados Unidos y de ellos, unos 100 000 padecen insuficiencia renal como consecuencia de la diabetes.
Las personas con insuficiencia renal tienen que someterse a diálisis, pero no en todas las ocasiones. Este proceso reemplaza algunas de las funciones de filtración de los riñones, o a un trasplante para recibir el riñón de un donante sano. La mayoría de los ciudadanos estadounidenses que presentan insuficiencia renal pueden recibir atención médica financiada por el gobierno federal. En 1997 el gobierno federal de Estados Unidos gastó cerca de 11 800 millones de dólares en la atención de pacientes con insuficiencia renal.
Los estadounidenses de raza negra, los aborígenes estadounidenses y los descendientes de hispanoamericanos sufren diabetes, nefropatía e insuficiencia renal en una proporción superior al promedio. Los científicos no han podido explicar totalmente la interacción de factores que conducen a la nefropatía diabética. Entre estos factores están la herencia, la dieta y otras afecciones, como la hipertensión arterial. Se ha observado que la hipertensión arterial y las altas concentraciones de glucosa en la sangre aumentan el riesgo de que una persona diabética termine sufriendo insuficiencia renal.
Una causa típica de insuficiencia renal en los niños es el síndrome urémico hemolítico (SUH), una enfermedad causada por la bacteria Escherichia coli O157:H7 (ECEH o Escherichia coli entero hemorrágica) que puede ocasionar la muerte o dejar daños renales, neurológicos o hipertensión arterial.